# Minye
Minye – jaskinia krasowa znajdująca się w Papui-Nowej Gwinei.
W Minye znajduje się rozległy ciąg obszernych korytarzy oraz komór.